# Ferryville
Ferryville – wieś w Stanach Zjednoczonych, w stanie Wisconsin, w hrabstwie Crawford.